# Peter Moreth
Peter Moreth, né le 28 juillet 1941 à Chemnitz et mort le 4 février 2014, est un homme politique est-allemand, membre du LDPD. Pendant la Wende, il est vice-président du conseil des ministres et ministre des Collectivités locales entre novembre 1989 et mars 1990. Ensuite, il est le premier président de la Treuhand, organisme chargé de la privatisation des entreprises publiques en Allemagne de l'Est.

## Sources
- (de) Cet article est partiellement ou en totalité issu de l’article de Wikipédia en allemand intitulé « Peter Moreth » (voir la liste des auteurs).

1. ↑  « volksstimme.de/q/id2746776/Tra… »(Archive.org • Wikiwix • Archive.is • Google • Que faire ?).